# Poienari (okręg Ardżesz)
Poienari – wieś w Rumunii, w okręgu Ardżesz, w gminie Poienarii de Argeș. W 2011 roku liczyła 530 mieszkańców.